# Dorfkirche Tauer

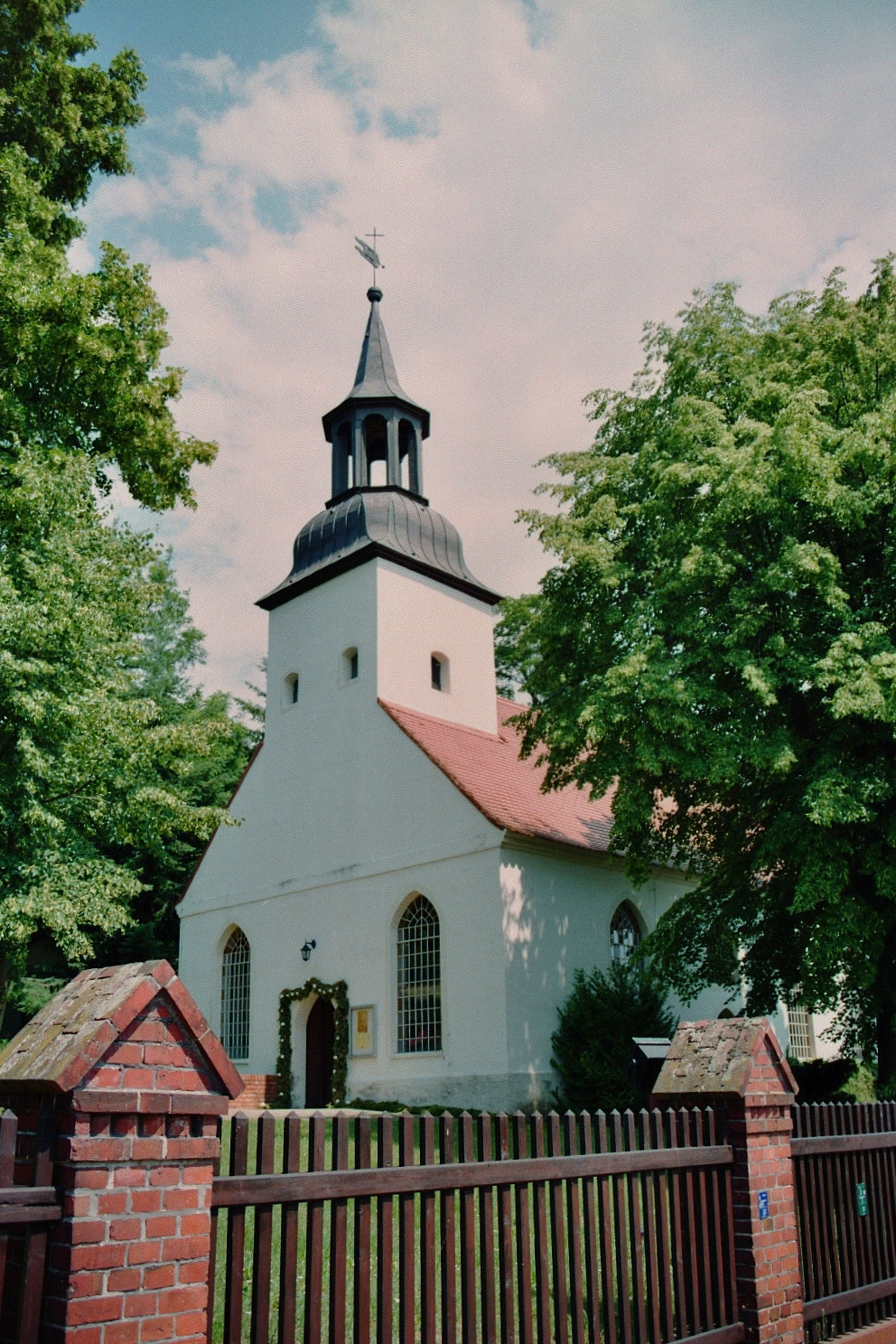
Dorfkirche Tauer (2012)

Die Dorfkirche Tauer ist das Kirchengebäude in der Gemeinde Tauer im Landkreis Spree-Neiße in Brandenburg. Es gehört der Kirchengemeinde Jänschwalde im Kirchenkreis Cottbus in der Evangelischen Kirche Berlin-Brandenburg-schlesische Oberlausitz. Das Gebäude ist ein eingetragenes Baudenkmal in der Denkmalliste des Landes Brandenburg.

## Architektur und Geschichte

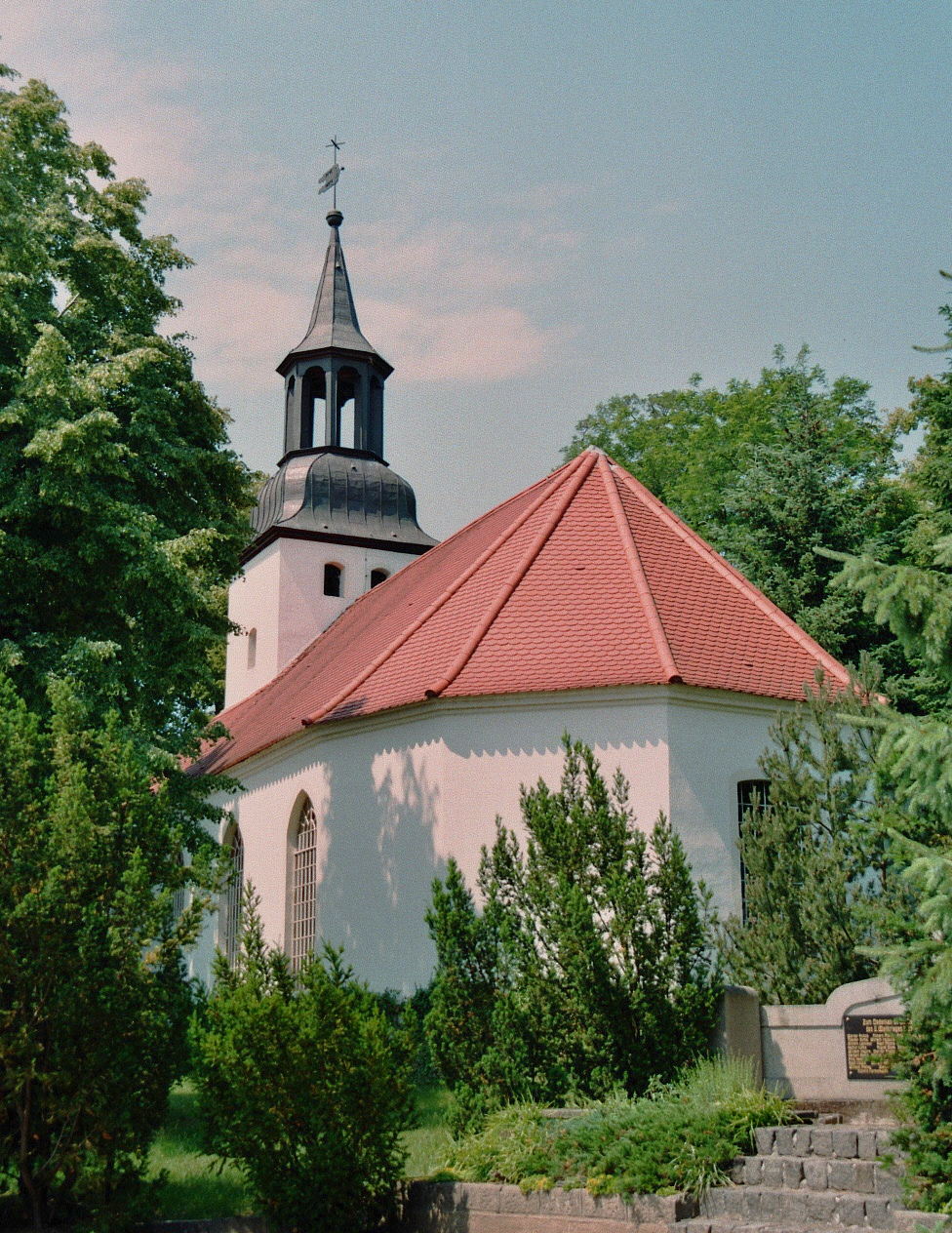
Ansicht der Kirche von Südosten (2012)

Aufgrund der Entfernung nach Peitz, wohin Tauer ursprünglich eingepfarrt war, wurde im Jahr 1787 mit den Planungen zum Bau einer eigenen Dorfkirche begonnen. Die Planungen zum Bau einer Fachwerkkirche wurden später verworfen, 1789 wurde mit dem Bau einer massiven Kirche begonnen. Die Baukosten wurden zum größten Teil durch den Stifter Johann Friedrich Schmidt übernommen. Am 3. Dezember 1790 wurde die Kirche mit dem ersten Adventsgottesdienst eingeweiht. Um 1840 wurde der Turm erneuert und erhielt eine neue Haube, im gleichen Jahr wurden auch die Fenster erneuert. In den 1980er Jahren erfolgte ein umfangreicher Umbau des Innenraums, insbesondere der Emporen und des Gemeinderaums. Im Jahr 2007 wurde die Kirche erneut renoviert.
Die Dorfkirche Tauer ist eine Saalkirche mit Fünfachtelschluss, das Dach ist mit Biberschwanzziegeln gedeckt und über dem Ostschluss abgewalmt. Der quadratische Dachturm hat eine Schweifhaube mit Laterne und achtseitigem Knickhelm mit Turmknauf und Wetterfahne. Die Kirche hat einen grauen Sockel und weiß verputzte Wände, die Rahmungen der Spitzbogenfenster sind durch Einritzung und einen etwas dunkleren Putz abgehoben. Auf Höhe der Dachtraufe zieht sich ein abgestuftes Gesims um die Kirche herum. In der Mitte der Westwand liegt das spitzbogige Eingangsportal, das von zwei hohen Spitzbogenfenstern gerahmt ist. Im Süden der Kirche befindet sich ein kleineres Spitzbogenportal. In der Nord- und Ostwand liegt je ein Segmentbogenfenster, des Weiteren hat die Kirche ein Spitzbogenfenster in der nordöstlichen Wand des Altarraums. Die Dachkonstruktion ist ein Kehlbalkendach.
Im Innenraum wurde die frühere Bretterdecke im Jahr 1904 durch eine Putzdecke ersetzt. Alle Wände sind glatt verputzt, der Boden ist mit roten Keramikplatten belegt. Der Altarraum ist um eine Stufe erhöht. An der Westwand steht eine Orgelempore aus Stahlbeton, die an den Längsseiten leicht vorgezogen ist. Die Brüstung ist der alten Holzempore nachempfunden. Der Gemeinderaum unter der Empore wurde in den 1980er Jahren durch eine Holz-Glas-Konstruktion abgetrennt.

## Ausstattung

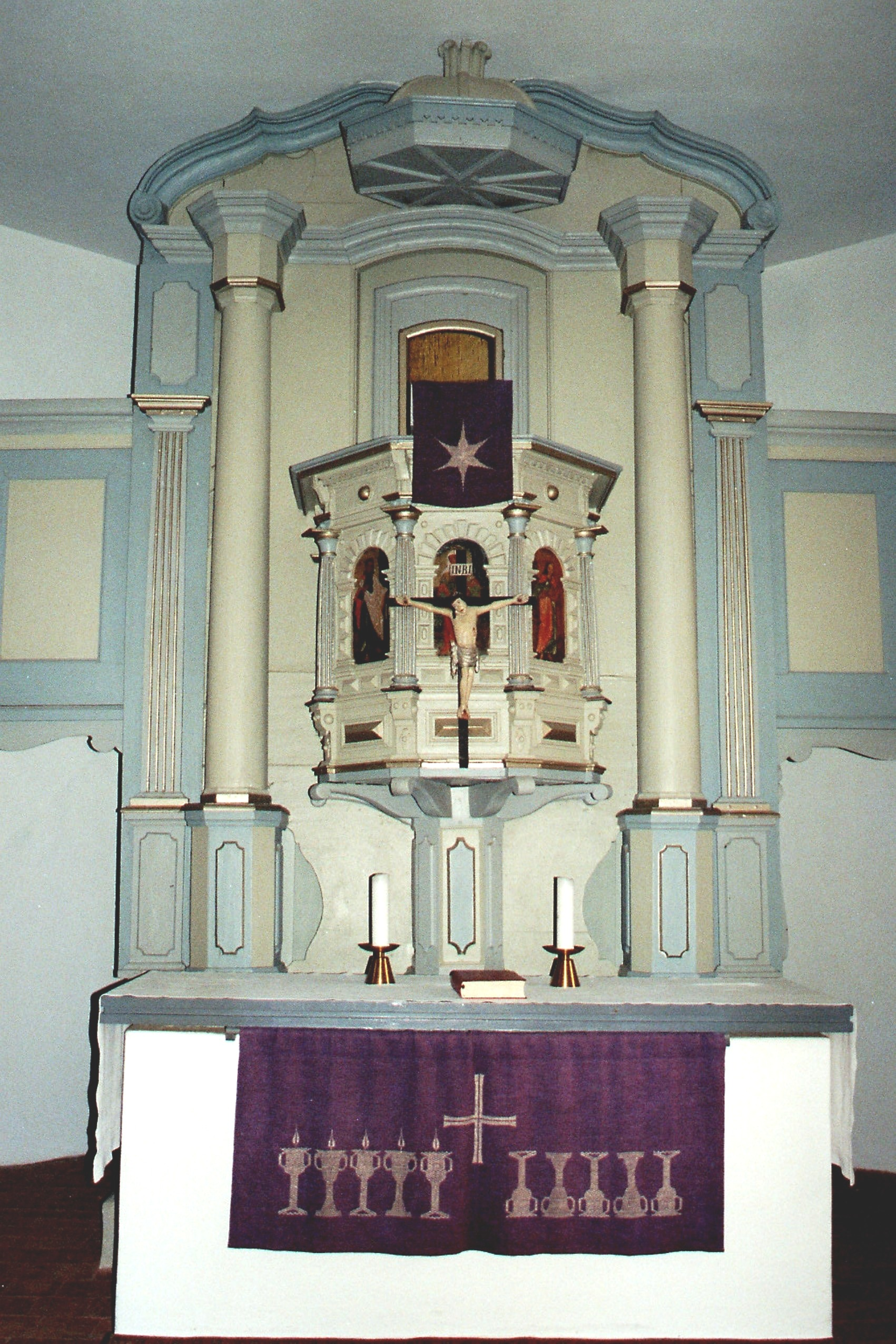
Kanzelaltar der Kirche in Tauer (2005)

In der Dorfkirche Tauer steht ein Kanzelaltar aus der Bauzeit der Kirche, der Kanzelkorb stammt vermutlich von einem älteren Altar aus der Zeit um 1600. Der Korb wird von Säulen und Pilastern flankiert und wird durch einen geschwungenen Giebel mit Schalldeckel bekrönt. Die rundbogigen Bildfelder werden von reliefartigen Pfeilern mit Schmuckquadern gerahmt, die Ecken sind mit kannelierten Säulen besetzt. Die überarbeiteten Bilder in den Rundbogenfeldern zeigen die vier Evangelisten und Maria. Vor dem Korb steht ein Kruzifix aus dem 15. Jahrhundert.
Die Orgel wurde 1852 in der Werkstatt von Wilhelm und Johann Christoph Schröther aus Sonnewalde gebaut. Die Kirchenglocke wurde 1818 von Johann Christian Gottlieb Fischer in Königsberg in der Neumark gegossen.